# Des Kunst
Des Kunst (IJmuiden, 12 oktober 1999) is een Nederlands voetballer die doorgaans als middenvelder speelt.

## Carrière
Des Kunst speelde tot 2018 in de jeugdopleiding van AZ, maar speelde in 2016 al voor het tweede elftal van AZ, Jong AZ. Hij debuteerde voor Jong AZ in de Tweede divisie op 10 december 2016, in de met 1-3 gewonnen uitwedstrijd tegen BVV Barendrecht. In zijn tweede wedstrijd voor Jong AZ, ook tegen Barendrecht, scoorde Kunst in de 86e minuut de gelijkmaker (2-2). Jong AZ was toen al enkele weken kampioen van de Tweede divisie, en zodoende speelde het in het seizoen 2017/18 in de Eerste divisie. Kunst kwam het hele seizoen niet in actie, en zat slechts één wedstrijd op de bank bij Jong AZ. Zijn debuut in het betaald voetbal kwam het seizoen er na. Dit was op 26 oktober 2018, in de met 1-1 gelijkgespeelde thuiswedstrijd in de Eerste divisie tegen Roda JC Kerkrade. Kunst kwam in de 80e minuut in het veld voor Mees Hoedemakers.
In 2021 ging hij naar het Zweedse Varbergs BoIS.

### Statistieken
| Seizoen                       | Club           | Land           | Competitie     | Competitie | Competitie | Overig | Overig | Totaal | Totaal |
| Seizoen                       | Club           | Land           | Competitie     | Wed.       | Dlp.       | Wed.   | Dlp.   | Wed.   | Dlp.   |
| ----------------------------- | -------------- | -------------- | -------------- | ---------- | ---------- | ------ | ------ | ------ | ------ |
| 2016/17                       | Jong AZ        | Nederland      | Tweede divisie | 2          | 1          | –      | –      | 2      | 1      |
| 2017/18                       | Jong AZ        | Nederland      | Eerste divisie | 0          | 0          | –      | –      | 0      | 0      |
| 2018/19                       | Jong AZ        | Nederland      | Eerste divisie | 1          | 0          | –      | –      | 1      | 0      |
| Carrièretotaal                | Carrièretotaal | Carrièretotaal | Carrièretotaal | 3          | 1          | 0      | 0      | 3      | 1      |
| Bijgewerkt op 30 oktober 2018 |                |                |                |            |            |        |        |        |        |